# Hematein
Hematein je prirodno bojilo, C16H1206 (C.I. 75290), tvori crvene iglice koje se raspadaju na temperaturi višoj od 200 °C. Malo je topljiv u etanolu i eteru (žuta boja), te u vodi (crvena boja). Dobro je topljiv u alkalijama (modroljubičasta boja) i mineralnim kiselinama (crvena boja). Hematein čini sa solima teških metala složene spojeve, i to od modroljubičastih s bakrenim i kositrenim solima do crnih sa željeznim solima. Hematein nastaje oksidacijom hematoksilina koji se nalazi u plavom drvetu kampečevini (lat. Lignum campechianum, L. haematoxyli). Upotrebljava se za bojenje i tiskanje pamuka, svile, poliamida, vune, krzna i kože. Dobiva se vrlo postojana plavocrna boja, te kao pigment za izradu crne tinte, tiskarskih i slikarskih uljenih boja. Hematoksilinski preparati mogu se upotrebljavati kao antioksidacijska sredstva za nezasićene masne kiseline, kao reagens za dokazivanje truljenja hrane, te za bojenje histoloških preparata.

## Prirodna bojila
Prirodna bojila su obojeni organski spojevi koji se nalaze u stanicama biljaka i životinja, te u mikroorganizmima. Prirodna bojila mogu se u njima nalaziti u slobodnom obliku (kurkumin) ili u spoju sa šećerom i bjelančevinama. Neka su bojila (indigo, antikni purpur) bezbojna, pa se od njih dobiva obojen spoj oksidacijom, fermentacijom ili fotokemijskim postupkom. 

### Heterociklička prirodna bojila
Prema kemijskoj konstituciji heterociklička prirodna bojila mogu se svrstati u dvije skupine: bojila s kisikovim atomima i bojila s dušikovim atomima u prstenima. Od bojila koja danas imaju neko praktično značenje u prvoj su skupini: brazilein, hematein, oenin i santalin, dok su u drugoj skupini: antikni purpur, indigo i klorofil.

## Slike
|                                                |                       |                                                                         |                        |
| Drvna sječka stabla Haematoxylum campechianum. | Hematoksilin u prahu. | Koža miša, obojena s hematoksilinom (ljubičasta) i oeninom (ružičasta). | Otopina hematoksilina. |